# تايلا أيالا
تايلا أيالا سيلز (من مواليد 14 أبريل 1986) ممثلة وممثلة برازيلية.

## روابط خارجية
- تايلا أيالا على موقع IMDb (الإنجليزية)
- تايلا أيالا على موقع ألو سيني (الفرنسية)
- تايلا أيالا على موقع قاعدة بيانات الفيلم (الإنجليزية)
- تايلا أيالا على موقع كينوبويسك (الروسية)